# Rod Odom
Roderick Wesey Odom, detto Rod (Central Islip, 23 settembre 1991), è un ex cestista statunitense.